# Стадион у Ваву
Стадион у Ваву је вишенамески стадион у главном граду вилајета Западни Бахр ел Газал, Ваву у Јужном Судану. Своје утакмице на њему игра члан Прве лиге — ФК Вав Салам. Капацитет стадиона је 5.000 места